# Снежана и Ружица
„Снежана и Ружица“ је немачка бајка. Најпознатија верзија је она коју су прикупила браћа Грим (КХМ 161). Старију, нешто краћу верзију, „Незахвални патуљак“, написала је Каролина Штал (1776–1837). Заправо, чини се да је то најстарија варијанта; није позната ниједна претходна усмена верзија, иако је неколико прикупљено од њеног објављивања 1818. године. Усмене верзије су регионално врло ограничене. Прича је  Aarne–Thompson–Uther Index типа 426 („Две девојчице, медвед и патуљак“).
Ова прича није повезана са бајком браће Грим "Снежана" која је послужила као основа за анимирани филм Волта Дизнија Снежана и седам патуљака из 1937. године. Модерно немачко име те хероине је пре Schneewittchen него Schneeweißchen. Ове приче имају мало заједничког, осим сличног имена светлокосе девојке. 

## Остале верзије
- „Schneeweißchen und Rosenrot“ браће Грим (немачки језик)
- „Снежана и Ружица“; Меј Селар, превод, Андрју Ланг, ур., The Blue Fairy Book, 1889
- Снежана и Ружица и велики црни медвед, Клифтон Џонсон (1913)[4]
- „Бела и црвена ружа“, књига прича и касета у Фабријевој серији Било једном давно (аудио)
- „Снежана и Ружица“; Маргарет Хант, превод, Гримове приче о домаћинству, књ. 2, бр. 161
- "Снежана и Ружица" Едит Вајт - кратка прича
- Снежана и Ружица, Патриција К. Вред, у серији Бајке коју је креирала Тери Виндлинг - фантастични роман из 1989. године заснован на причи и смештен у средњовековну Енглеску
- Нежни залогаји Марго Ланаган - фантастични роман из 2008. заснован на причи
- Снег и ружа Емили Винфилд Мартин, Рендом Хаус, 10. октобар 2017

## У популарној култури
- Снежана и Ружица је представљена у Бајке браће Грим (ТВ серија) у сезони "Grimm Masterpiece Theater". У овој верзији Снежана има смеђу косу, а Ружичина коса је овде светлија и вуче ка наранџастој.
- У филму Снежана: Најлепша од свих од 2001. (заснованом на бајци „Снежана“) приказан је принц кога је Зла краљица претворила у медведа, што је преузето из ове бајке.
- Снежана и Ружица су ликови у стрипу Фаблес, а Ружица је осетљивија на смрт због тога што је мање позната од своје сестре међу "мундијима" (људи који нису из Фабле-а).
- Алузија на „Снежану и Ружицу“ направљена је у 7. делу Мрачних парабола „Балада о Рапунзелу“: Овде је Снежна краљица, Снежана, комбинација обе Снежане из Гриммових бајки ("Снежана и Ружица" и "Снежана и седам патуљака") као и "Снежна краљица" Ханса Кристијана Андерсена. Она има брата близанца, принца Ружичастог (из планинског краљевства у Бернским Алпима, у Швајцарској). Снежана је била 5. и последња супруга Краља жаба (са којим је имала сина, Принца Гвина), и Ружичасти је заљубљен и верен са принцезом Рапунзел Краљевине Флоралија, Снежка, у Чешкој. Близанци Снежана и Ружичасти имају власт над Ледом и Ватром.
- Пријатељство Снежане и Црвенкапе у телевизијској серији Једном давно требало је да алудира на Снежнану и Ружицу.
- Ликови Ружица и Бисерно бела у мјузиклу Ghost Quartet требало би да буду алузија на Ружицу и Снежану. Бисерно бела се у почетку звала Снежана, али је име промењено како би се избегла забуна.
- Лота Рајнигер је 1954. године снимила кратки анимирани филм из приче користећи своју силуетну технику.
- У америчкој веб серији RWBY блиско пријатељство између ликова Weiss Schnee (изменом немачког, Schneeweisschen" - Снежана") и Ruby Rose одражава однос Снежане и Ружице у бајци, али заснивају се првенствено на Црвенкапици и другој Снежани.
- Године 2019. бенд Blackbriar објавио је свој сингл „Снежана и Ружица“. Песма се заснива на односу две сестре, али заузима другачији приступ где су сестре присиљене да се раздвоје као деца, а касније се нађу као одрасле.

## Галерија
- Снежана и Ружица, Александар Зик
- Илустрација Александар Зик
- Илустрација Александар Зик